# Гремячевка (Пензенская область)
 Гремячевка  — опустевшее село Никольского района Пензенской области. Входит в состав Ильминского сельсовета.

## География
Находится в северо-восточной части Пензенской области на расстоянии приблизительно 27 км на запад по прямой от районного центра города Никольск.

## История
Основано помещиком в первой половине XIX века. Перед отменой крепостного права деревня Гремячевка показана за графиней Софьей Ивановной Борх, 389 ревизских душ крестьян, 118 дворов. Входило в состав Ильминской волости Городищенского уезда. В 1894 году — деревянная церковь во имя Архангела Михаила, построена в 1864 году, церковноприходская школа. В 1910 году 194 двора, церковь, церковноприходская школа, 2 водяные мельницы, кузница, 2 кирпичных сарая, 3 лавки. В 1955 центральная усадьба колхоза имени Калинина. В 2004 году — 8 хозяйств. К 2020 году опустело.

## Население
Численность населения: 865 человек (1864 год), 965 (1877), 1165 (1926), 1216 (1930), 625 (1959), 191 (1979), 54 (1989), 37 (1996). Население составляло 13 человек (русские 100 %) в 2002 году, 4 в 2010.